# درز إكليلي
الدرز الإكليلي (بالإنجليزية: Coronal suture)‏ هو نسيج ضام في الجمجمة يفصل ما بين العظم الجبهي والعظام الجدارية. عند الولادة لا تلتقي عظام الجمجمة. يكون الدرز الإكليلي من جهة واحدة (اليمين أو اليسار)، مبنى غير تناظري للجمجمة. يسبب الانغلاق المبكر لأحد طرفي الدرز الاكليلي إلى تسطّح الجبهة الأمامية من الجهة المغلقة وبروز من الجهة المفتوحة. في هذه الحالة، يتولد أيضاً عدم تناظر في العينين والأذنين.

## الأهمية السريرية
إذا نمت بعض العظام في الجمجمة بسرعة كبيرة يحدث «إغلاق سابق لأوانه» للدروز. وهذا قد يؤدي إلى تشوهات في الجمجمة. هناك نوعان من التشوهات المحتملة التي يمكن أن يسببها الإغلاق السابق لأوانه للدرز الإكليلي:
- جمجمة عالية مثل البرج، وتُسمّى تسنّم الرأس (oxycephaly) - أي يصبح الرأس مثل سنام الجمل.
- جمجمة ملتوية وغير متماثلة أومتناظرة على الجانبين، وتُسمى «رأس وارب» (plagiocephaly).

## معرض الصور

رسوم متحرك. الدرز الإكليلي موضّح باللون الأحمر.
العظم الجبهي و العظم الجداري.
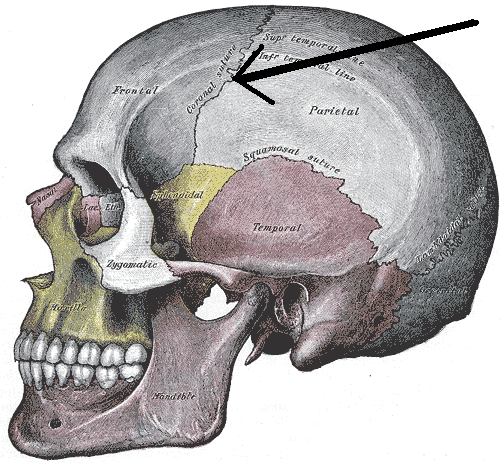
عرض جانبي للجمجمة. يشير السهم إلى  الدرز الإكليلي .
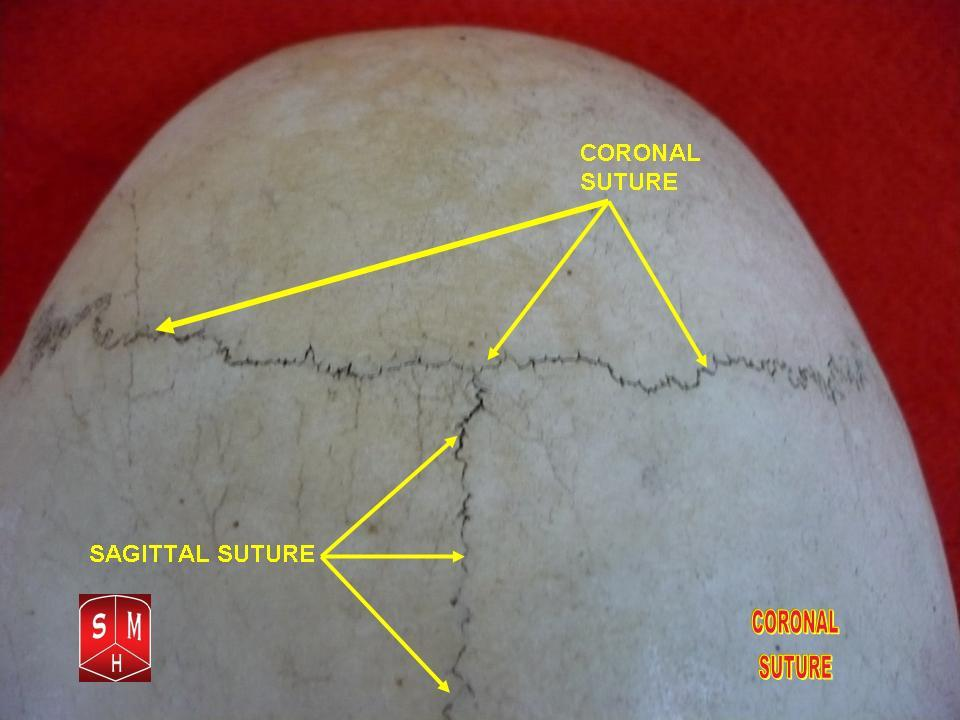
عرض علوي للجزء الأمامي من الجمجمة. الدرز الإكليلي يمتد أفقيا.
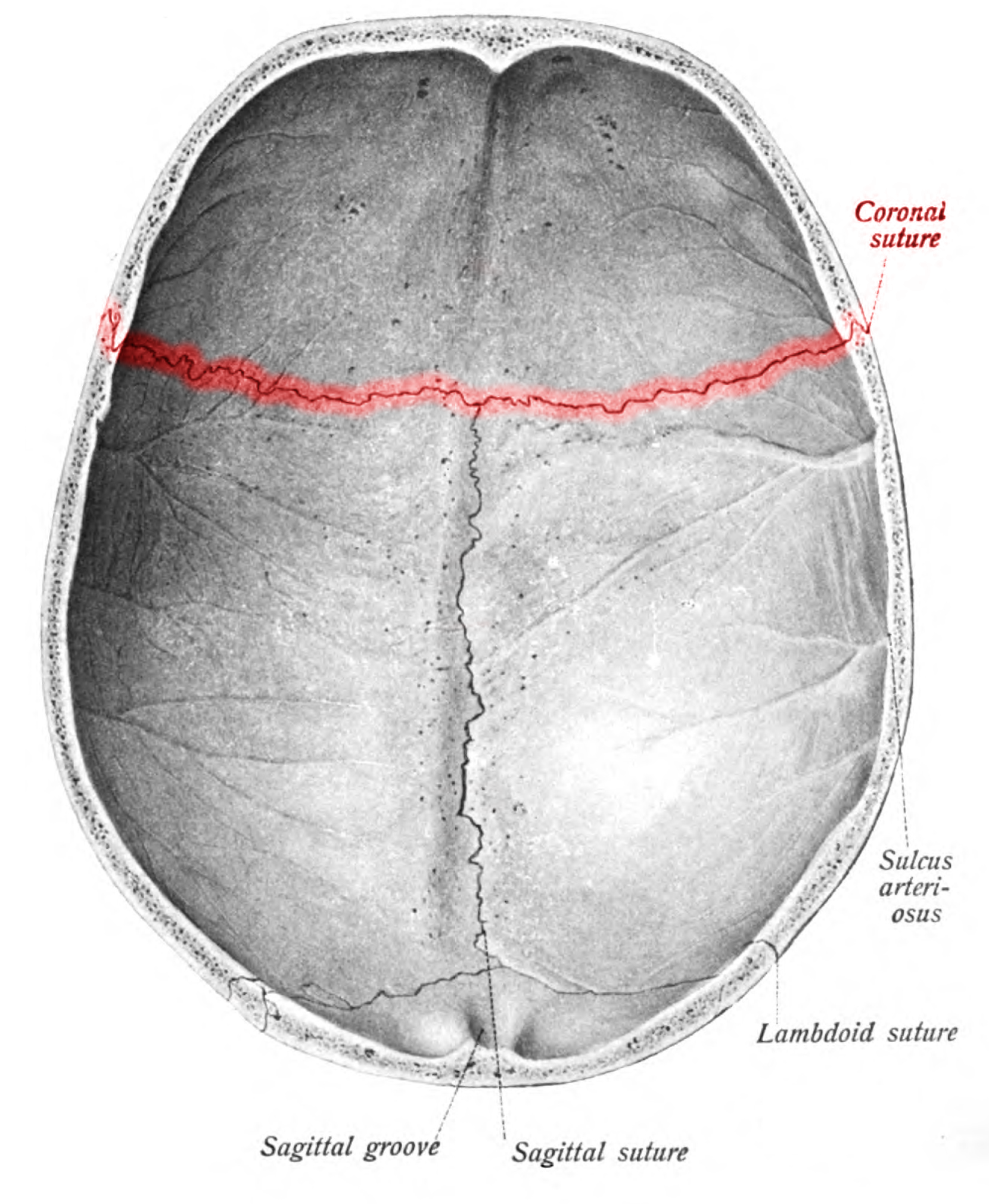
الدرز الإكليلي كمل يُرى من داخل.
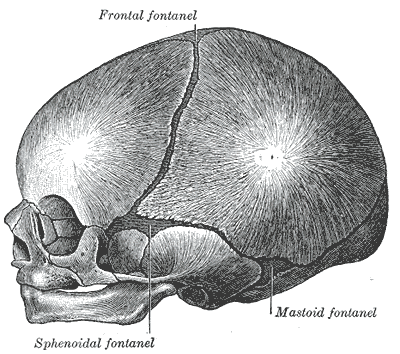
الجمجمة عند الولادة، ويظهر في الرسم اليافوخ الجانبي.
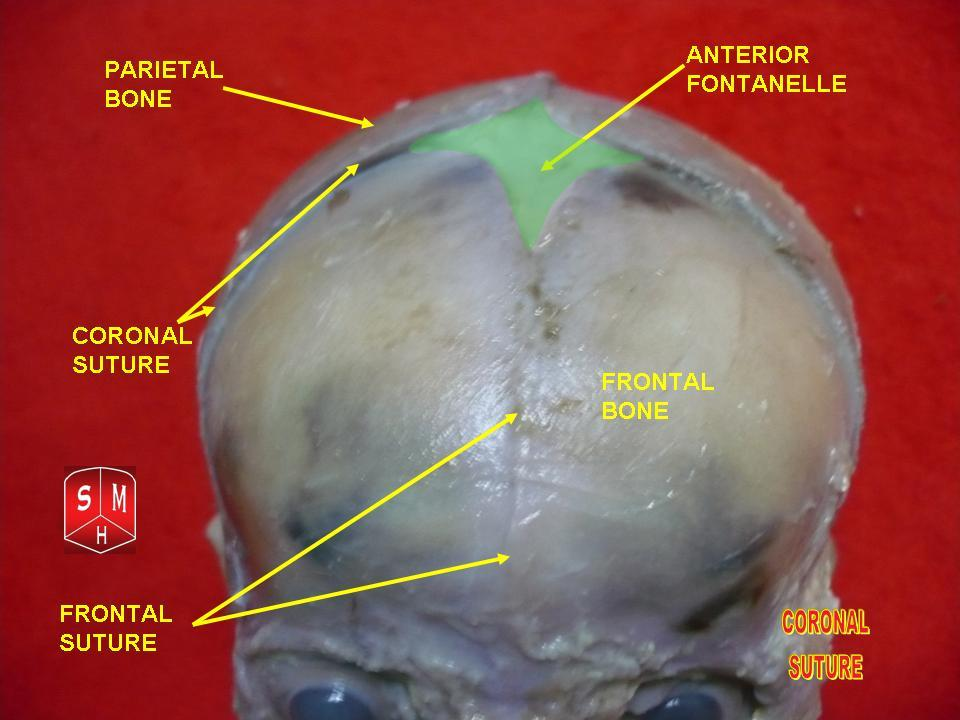
الدرز الإكليلي لمولود جديد.